# Журавли (Крым)
Журавли́ (до 1948 года Гортеншта́т; укр. Журавлі, крымскотат. Gortenştadt, Гортенштадт) — село в Сакском районе Республики Крым, в составе Митяевского сельского поселения (согласно административно-территориальному делению Украины — Митяевского сельсовета Автономной Республики Крым).

## Население
| 2001 | 2014  |
| ---- | ----- |
| 1596 | ↘1475 |

Всеукраинская перепись 2001 года показала следующее распределение по носителям языка
| Язык             | Процент |
| ---------------- | ------- |
| русский          | 52.01   |
| крымскотатарский | 27.32   |
| украинский       | 19.67   |
| другие           | 0.31    |

### Динамика численности
- 1939 год — 525 чел.[10]
- 1989 год — 1892 чел.[10]
- 2001 год — 1596 чел.[11]
- 2009 год — 1530 чел.[12]
- 2014 год — 1475 чел.[13]

## Современное состояние
На 2016 год в Журавлях 12 улиц; на 2009 год, по данным сельсовета, село занимало площадь 119 гектаров, на которой в 564 дворах числилось 1530 жителей. В селе имеется школа, действуют библиотека, фельдшерско-акушерский пункт, церковь иконы Божий Матери «Живоносный источник» и мечеть, село связано автобусным сообщением с Саками.

## География
Село Журавли расположено практически в центре района, в степной части Крыма, в месте слияния балок Барановская, Листовая, Любимовка и Надеждинская, впадающих далее с северо-востока в озеро Сасык, высота центра села над уровнем моря — 16 м. Ближайшие сёла: практически примыкающее с северо-востока Листовое, Долинка — в 1,5 км на юго-восток и Охотниково — в 2,5 км на юго-запад. Расстояние до райцентра — около 20 километров (по шоссе), там же ближайшая железнодорожная станция. Транспортное сообщение осуществляется по региональной автодороге 35Н-486 Охотниково — Митяево (по украинской классификации С-0-11239).

## История
Судя по доступным историческим документам, еврейская земледельческая артель Гартенштат (в переводе с идиш — Город-сад) была основана в Евпаторийском районе в 1930 году, в 1931 году преобразована в село и организован колхоз им. Молотова. Постановлением Президиума КрымЦИКа «Об образовании новой административной территориальной сети Крымской АССР» от 26 января 1935 года был создан Сакский район и село включили в его состав. Вскоре после начала отечественной войны часть еврейского населения Крыма была эвакуирована, из оставшихся под оккупацией большинство расстреляны. По данным всесоюзная перепись населения 1939 года в селе проживало 525 человек.
После освобождения Крыма от фашистов, 12 августа 1944 года было принято постановление № ГОКО-6372с «О переселении колхозников в районы Крыма», по которому в район из Курской и Тамбовской областей РСФСР в район переселялись 8100 колхозников, а в начале 1950-х годов последовала вторая волна переселенцев из различных областей Украины. С 25 июня 1946 года Гартенштат в составе Крымской области РСФСР. Указом Президиума Верховного Совета РСФСР от 18 мая 1948 года, село, как Гортенштат, переименовали в Журавли. 26 апреля 1954 года Крымская область была передана из состава РСФСР в состав УССР. Время включения в состав Охотниковского сельсовета пока не установлено: на 15 июня 1960 года село уже числилось в его составе. Указом Президиума Верховного Совета УССР «Об укрупнении сельских районов Крымской области», от 30 декабря 1962 года село присоединили к Евпаторийскому району. 1 января 1965 года, указом Президиума ВС УССР «О внесении изменений в административное районирование УССР — по Крымской области», Евпаторийский район был упразднён и село включили в состав Сакского (по другим данным — 11 февраля 1963 года). К 1968 году село уже в составе Митяевского сельсовета. По данным переписи 1989 года в селе проживало 1892 человека. С 12 февраля 1991 года село в восстановленной Крымской АССР, 26 февраля 1992 года переименованной в Автономную Республику Крым. С 21 марта 2014 года в составе Крыма аннексировано Россией.